# ГЕС Камінодзірі 1, 2
ГЕС Камінодзірі 1, 2 (яп. 上野尻発電所, Каміноджірі хацуденшьо, Гепберн: Kaminojiri hatsudensho) — гідроелектростанція в Японії на острові Хонсю. Знаходячись між ГЕС Санго 1, 2 (вище по течії) та ГЕС Тойомі 1, 2, входить до складу каскаду на річці Агано, яка впадає до  Японського моря у місті Ніїгата.
В межах проекту річку перекрили бетонною гравітаційною греблею висотою 30 метрів та довжиною 190 метрів, яка потребувала 65 тис. м3 матеріалу. Вона утримує водосховище з площею поверхні 1,45 км2 та об'ємом 12,4 млн м3 (корисний об'єм 2,8 млн м3).
Введений в експлуатацію у 1958 році перший машинний зал розташовується праворуч від греблі. Він обладнаний трьома турбінами типу Каплан загальною потужністю 63 МВт (номінальна потужність черги рахується як 52 МВт), які використовують напір у 14,1 метра.
В 2002 році так само на правобережжі став до ладу другий машинний зал з однією турбіною типу Каплан потужністю 14 МВт (номінальна потужність черги рахується як 13,5 МВт), розрахованою на використання напору у 15,5 метра.